# Uakaris
Die Uakaris oder Kurzschwanzaffen (Cacajao) sind eine Primatengattung aus der Familie der Sakiaffen (Pitheciidae) innerhalb der Neuweltaffen. Sie sind durch das unbehaarte Gesicht und den kurzen Schwanz charakterisiert und leben im nordwestlichen Südamerika.

## Merkmale
Uakaris sind mit einer Kopfrumpflänge von 30 bis 57 Zentimetern die größten Vertreter der Sakiaffen. Einzigartig unter den Neuweltaffen ist ihr verkürzter Schwanz, der stets weniger als die Hälfte der Körperlänge ausmacht und 13 bis 21 Zentimeter misst. Das Gewicht beträgt 2,7 bis 3,5 Kilogramm, wobei Männchen etwas schwerer als Weibchen werden. Das auffälligste Merkmal der Uakaris ist ihr haarloses Gesicht, das an einen verschrumpelten Menschenkopf erinnert und je nach Art rot oder schwarz gefärbt ist. Der Rest des Körpers ist mit langem, dichtem Fell bedeckt, das insbesondere im Schulterbereich mantelartig verlängert ist. Seine Färbung variiert von weißgrau über braun bis schwarz, manchmal ist das Rückenfell anders gefärbt als der Rest des Körpers. Als Anpassung an ihre spezialisierte Ernährung sind die Schneidezähne schmal und ragen nach vorne. Die Eckzähne sind vergrößert, die Molaren (Zahn) hingegen eher klein und niederkronig.

## Verbreitung und Lebensraum
Uakaris kommen im nördlichen Südamerika vor, ihr Verbreitungsgebiet umfasst das südöstliche Kolumbien, das südliche Venezuela, das östliche Peru und das westliche Brasilien. Ihr Lebensraum sind Wälder, wobei sie häufig in saisonal überfluteten Habitaten (Várzea oder Igapó) zu finden sind.

## Lebensweise
Wie die meisten Neuweltaffen sind Uakaris tagaktive Baumbewohner. Im Geäst bewegen sie sich entweder auf allen vieren oder springend fort. In der Regenzeit halten sie sich ausschließlich in den Bäumen auf, kommen aber in der Trockenzeit auch auf den Boden, um dort ihre Nahrung zu suchen. Sie leben in Gruppen, die sich aus mehreren Männchen und Weibchen und den gemeinsamen Jungtieren zusammensetzen. Üblicherweise umfassen diese 15 bis 30 Tiere, manchmal auch mehr. Zur Nahrungssuche teilen sie sich häufig in Untergruppen auf, um zur Nachtruhe wieder zusammenzukommen (Fission-Fusion-Organisation). Die Streifgebiete können sehr groß sein und 500 bis 600 Hektar umfassen. Sie kommunizieren mit einer Reihe von Lauten, auch die gegenseitige Fellpflege spielt eine Rolle. Generell zeigen sie Gruppenmitgliedern gegenüber wenig aggressives Verhalten.

## Nahrung
Die Nahrung der Uakaris besteht vorwiegend aus hartschaligen Früchten und Samen (zusammen etwa 85 %). Daneben nehmen sie auch Blüten und Insekten zu sich. Aufgrund dieser spezialisierten Nahrung haben sie in ihrem Verbreitungsgebiet wenig Nahrungskonkurrenten.

## Fortpflanzung
Alle zwei Jahre bringt das Weibchen nach rund sechsmonatiger Tragzeit ein einzelnes Jungtier zur Welt. Die Männchen kümmern sich nicht um den Nachwuchs. Jungtiere werden spätestens im zweiten Lebensjahr entwöhnt. Weibchen sind mit drei, Männchen mit sechs Jahren geschlechtsreif. In menschlicher Obhut können Uakaris über 30 Jahre alt werden.

## Systematik
Die Uakaris werden in die Familie der Sakiaffen (Pitheciidae) eingeordnet. Ihre nächsten Verwandten dürften die Bartsakis (Chiropotes) sein, die eine ähnliche Spezialisierung auf hartschalige Nahrung und ein ähnliches Sozialverhalten zeigen. Der Name „Uakari“ stammt aus einer Tupi-Sprache. Der wissenschaftliche Name Cacajao entstammt der Baré-Sprache und könnte lautmalerisch vom Kontaktruf des Schwarzen Uakaris abgeleitet sein.
Bis vor kurzem ging man von zwei Uakari-Arten aus, dem Kahlkopf-Uakari und dem Schwarzen Uakari. Eine Studie von Jean Boubli aus dem Jahr 2008 teilte jedoch die Schwarzen Uakaris auf drei Arten auf. Im Mai 2022 wurde die neue Art Cacajao amuna beschrieben und dabei bekamen die vier Unterarten des Kahlkopf-Uakari den Rang eigenständiger Arten, so dass es jetzt insgesamt acht Uakari-Arten gibt.
Schwarze Uakaris

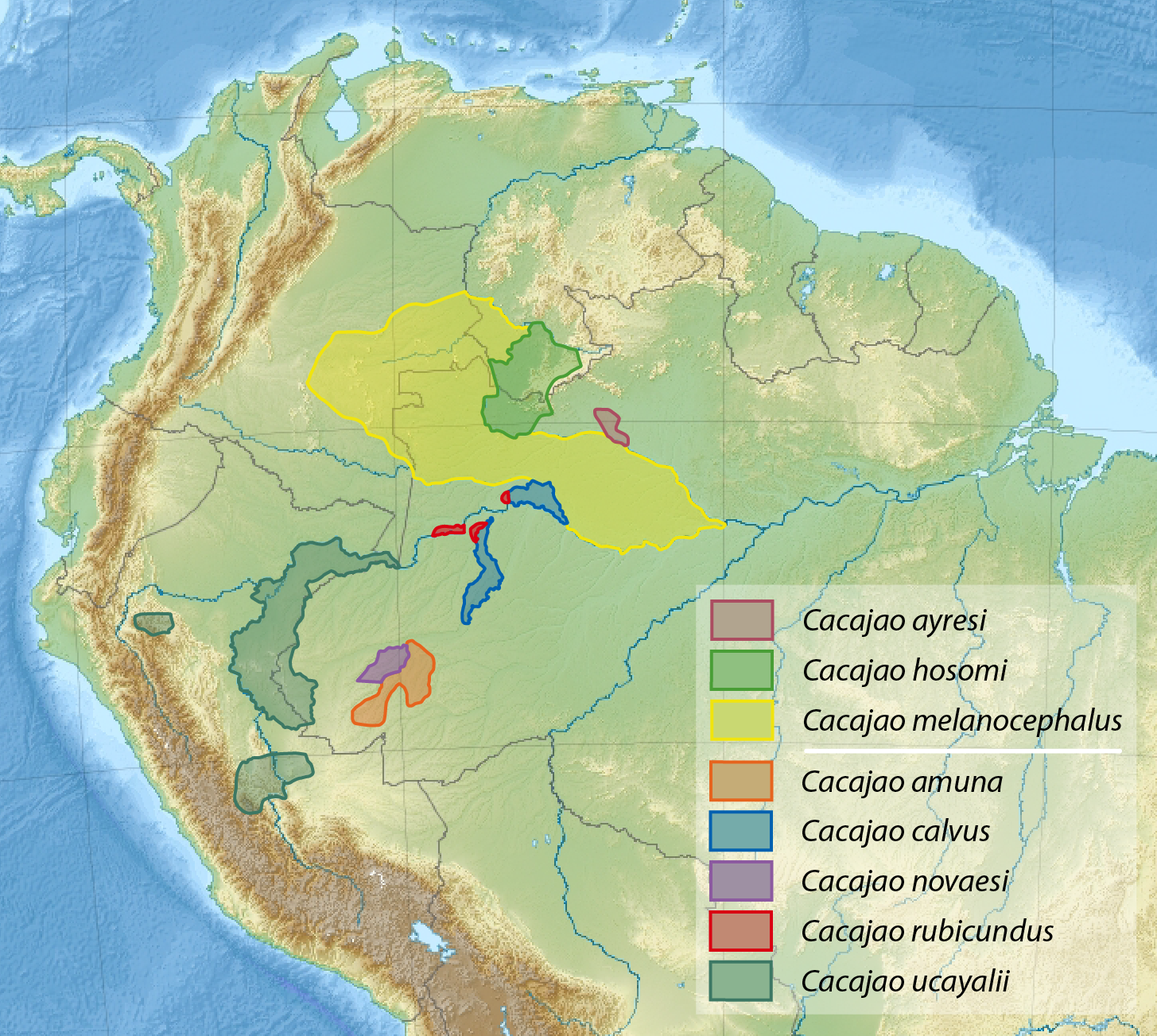
Die Verbreitungsgebiete der 8 Uakariarten

- Der Schwarzkopf-Uakari (Cacajao melanocephalus) ist dreifarbig und zeigt neben Schwarz und Braun im Bereich der Schultern und des Rückens ein deutliches Goldgelb.
- Der Neblina-Uakari (Cacajao hosomi) ist die größte Art der schwarzen Uakaris und überwiegend schwarz gefärbt, der mittlere und hintere Rückenbereich, der Schwanz, sowie Arme und Beine sind rötlichbraun.
- Der Aracá-Uakari (Cacajao ayresi) ist dunkler gefärbt die rotbraunen Anteile sind nahezu dunkelbraun.

Kahlkopf-Uakaris
- Der Weiße Kahlkopf-Uakari (Cacajao calvus) ist durch ein weißliches Fell charakterisiert.
- Der Rote Kahlkopf-Uakari (Cacajao rubicundus) weist ein rotes oder rotbraunes Fell auf.
- Der Novae-Kahlkopf-Uakari (Cacajao novaesi) ist durch ein orangegelbes Fell mit helleren Schultern gekennzeichnet.
- Der Ucayali-Kahlkopf-Uakari (Cacajao ucayalii) hat ein rötliches, rötlich-oranges oder rötlich-kastanienfarbes Fell.
- Cacajao amuna ist fast völlig weiß gefärbt.[3]

## Gefährdung
Uakaris werden mancherorts wegen ihres Fleisches gejagt oder weil man sie zu Haustieren macht. Eine weitere Bedrohung stellt der Verlust ihres Lebensraumes durch die Rodung der Wälder dar. Laut IUCN sind drei der vier Arten und Unterarten gefährdet.